# Rhacophorus annamensis
Rhacophorus annamensis är en groddjursart som beskrevs av Malcolm Arthur Smith 1924. Rhacophorus annamensis ingår i släktet Rhacophorus och familjen trädgrodor. IUCN kategoriserar arten globalt som otillräckligt studerad. Inga underarter finns listade i Catalogue of Life.

## Utbredning och habitat
Den kan hittas i Annamitiska bergskedjan i Kambodja och Vietnam. Dess naturliga habitat är subtropiska eller tropiska fuktiga låglänta skogar, subtropiska eller tropiska fuktiga bergsskogar och floder. 

## Galleri

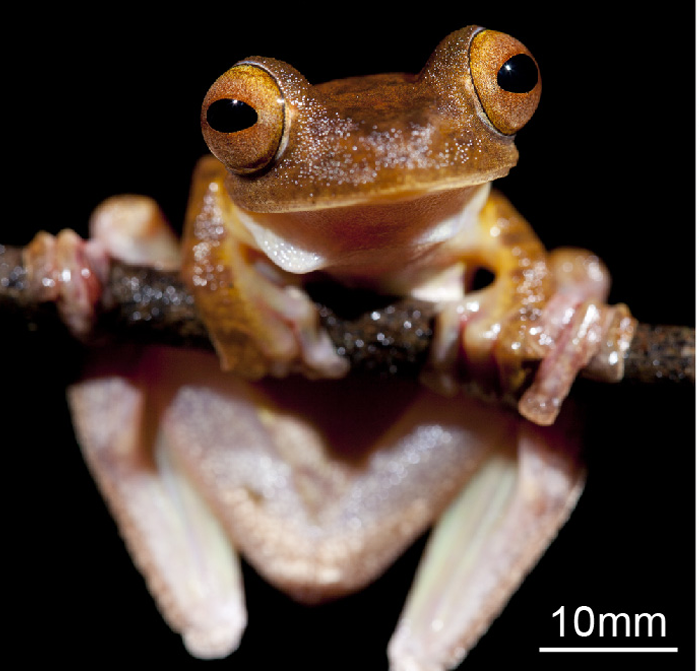
Hanne
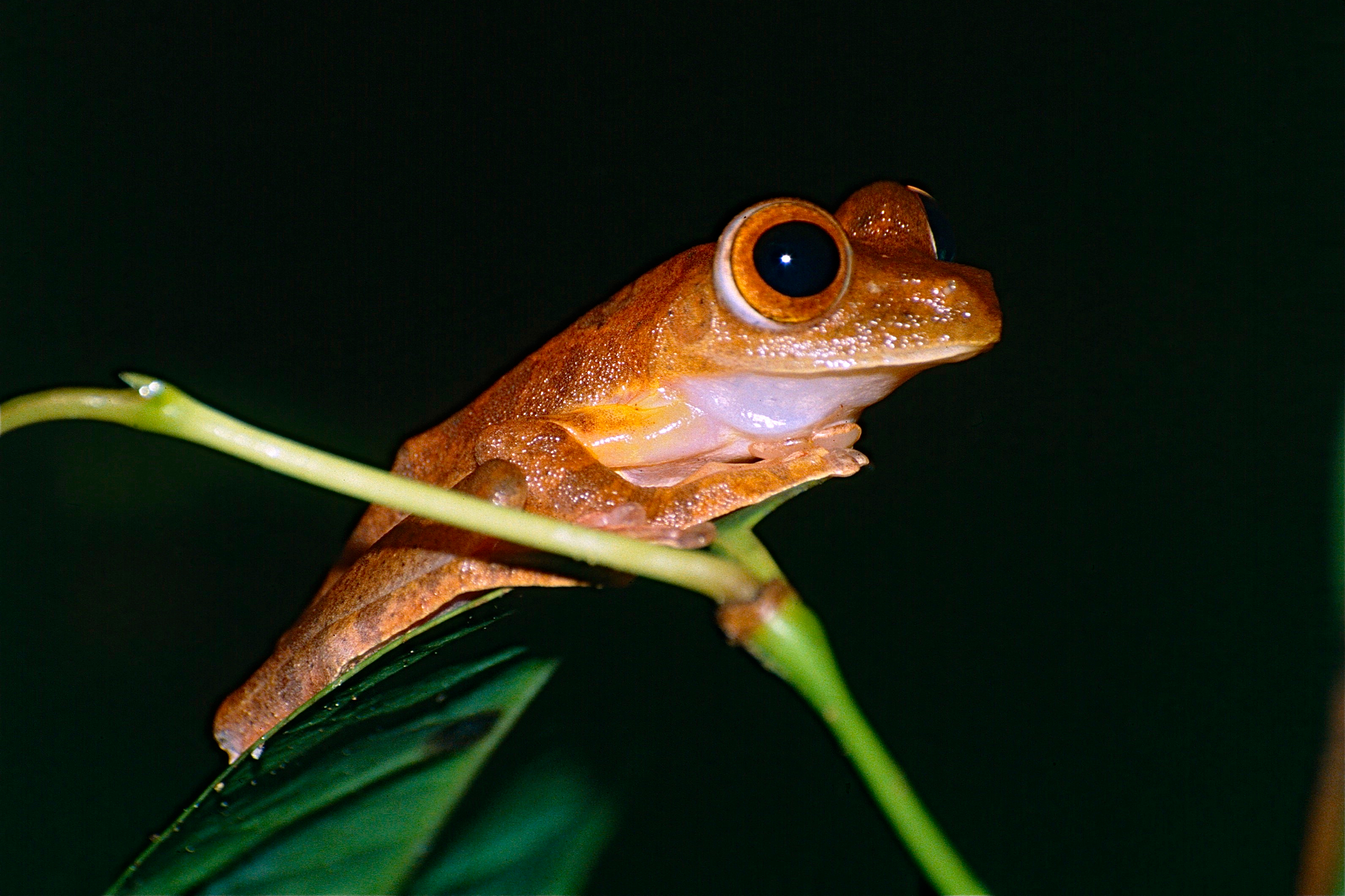

- Video som visar fästförmågan på fötterna